# 阿蒙德鎮區 (北卡羅萊納州斯坦利縣)
阿蒙德鎮區（英語：Almond Township）是位於美國北卡羅萊納州斯坦利縣的一個鎮區。

## 地方資料
阿蒙德鎮區的面積為86.24平方千米，皆為陸地。根據2020年美國人口普查的數據，當地共有人口2745人，而人口密度為每平方千米31.83人。